# الدوري الإنجليزي لكرة القدم 2012–13
الدوري الإنجليزي لكرة القدم 2012–13 (بالإنجليزية: 2012–13 Football League)‏ هو موسم من دوري كرة القدم الإنجليزي. فاز فيه كارديف سيتي.